# مقاطعة خاتم
مقاطعة خاتم (بالفارسية: شهرستان خاتم) هي إحدى مقاطعات محافظة يزد في إيران. كان عدد سكان المقاطعة سنة 2006 حوالي 31,695 نسمة.